# Sealed Valley
Sealed Valley er en amerikansk stumfilm fra 1915 af Lawrence McGill.

## Medvirkende
- Dorothy Donnelly som Nahnya Crossfox
- J. W. Johnson som Doctor Cowdray
- Rene Ditline som Kitty Sholto